# 刈谷市役所
刈谷市役所（かりやしやくしょ）は、日本の地方公共団体である刈谷市の執行機関としての事務を行う施設（役所）。同市東陽町1丁目1番地に所在する。旧庁舎は1954年（昭和29年）に建てられたもので、愛知県内の市役所の庁舎としては2番目に古いとされていたが、耐震構造やバリアフリーの観点から新庁舎が建設され、2010年（平成22年）に移転開庁した。

## 沿革
- 1950年（昭和25年）4月1日 - 碧海郡刈谷町が市制施行して刈谷市が発足。刈谷市役所は現在の銀座2丁目にあった。
- 1954年（昭和29年） - 現在の東陽町（現在地）に新市庁舎が建設される。
- 1955年（昭和30年）4月1日 - 刈谷市が富士松村を編入。刈谷市役所富士松支所を設置。
- 2010年（平成22年）10月12日 - 現行市庁舎が開庁する。

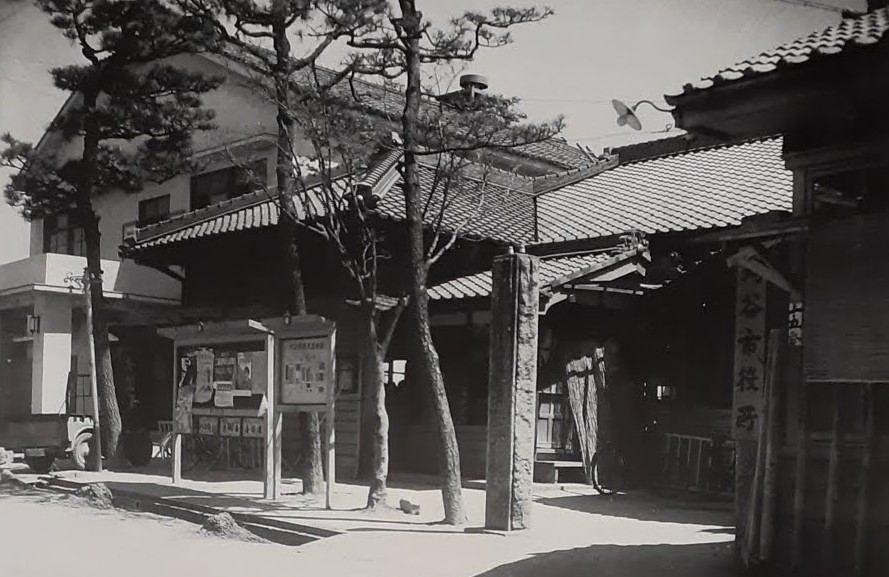
1954年までの庁舎
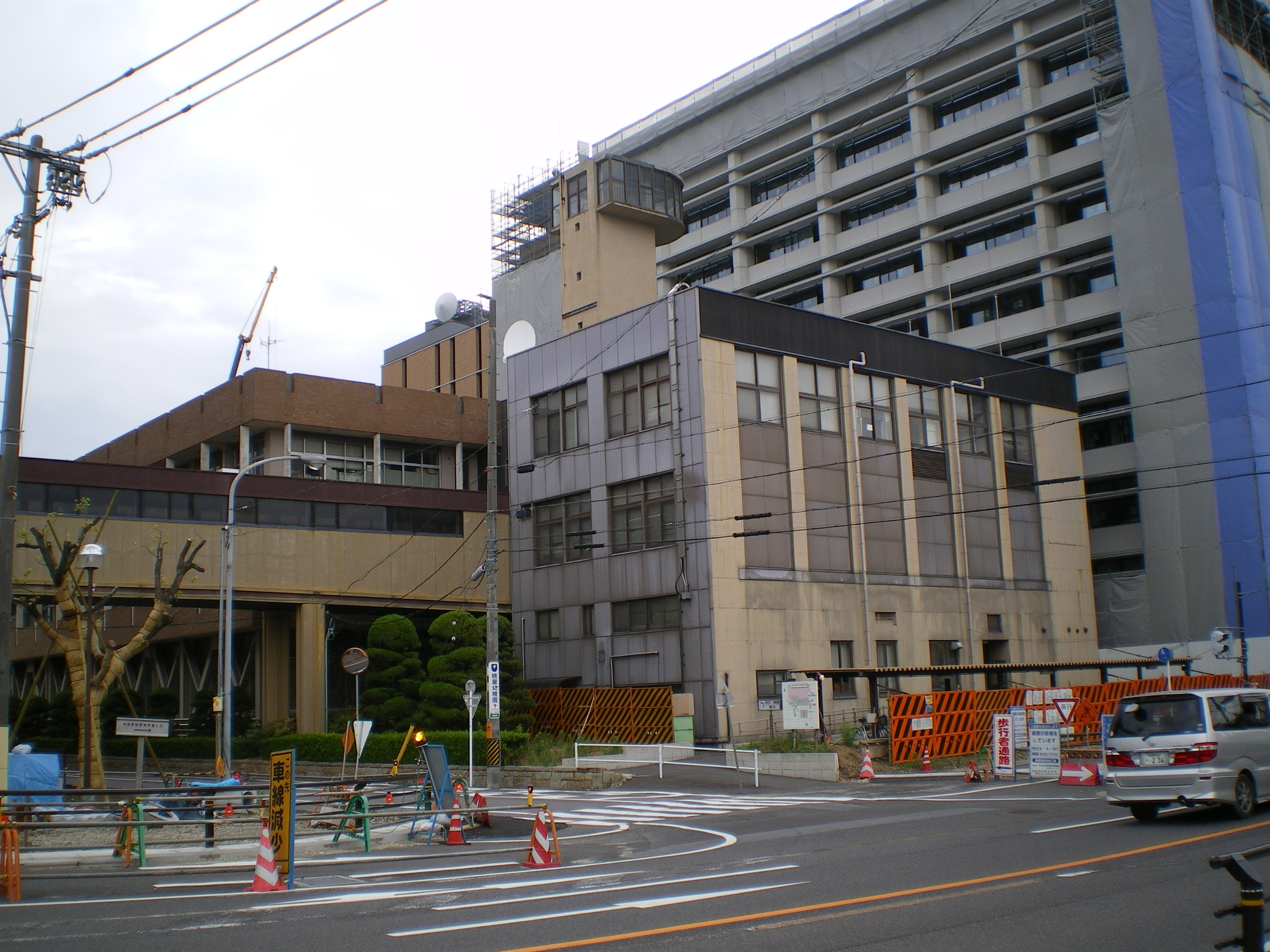
1954年から2010年までの庁舎

## 支所
- 富士松支所

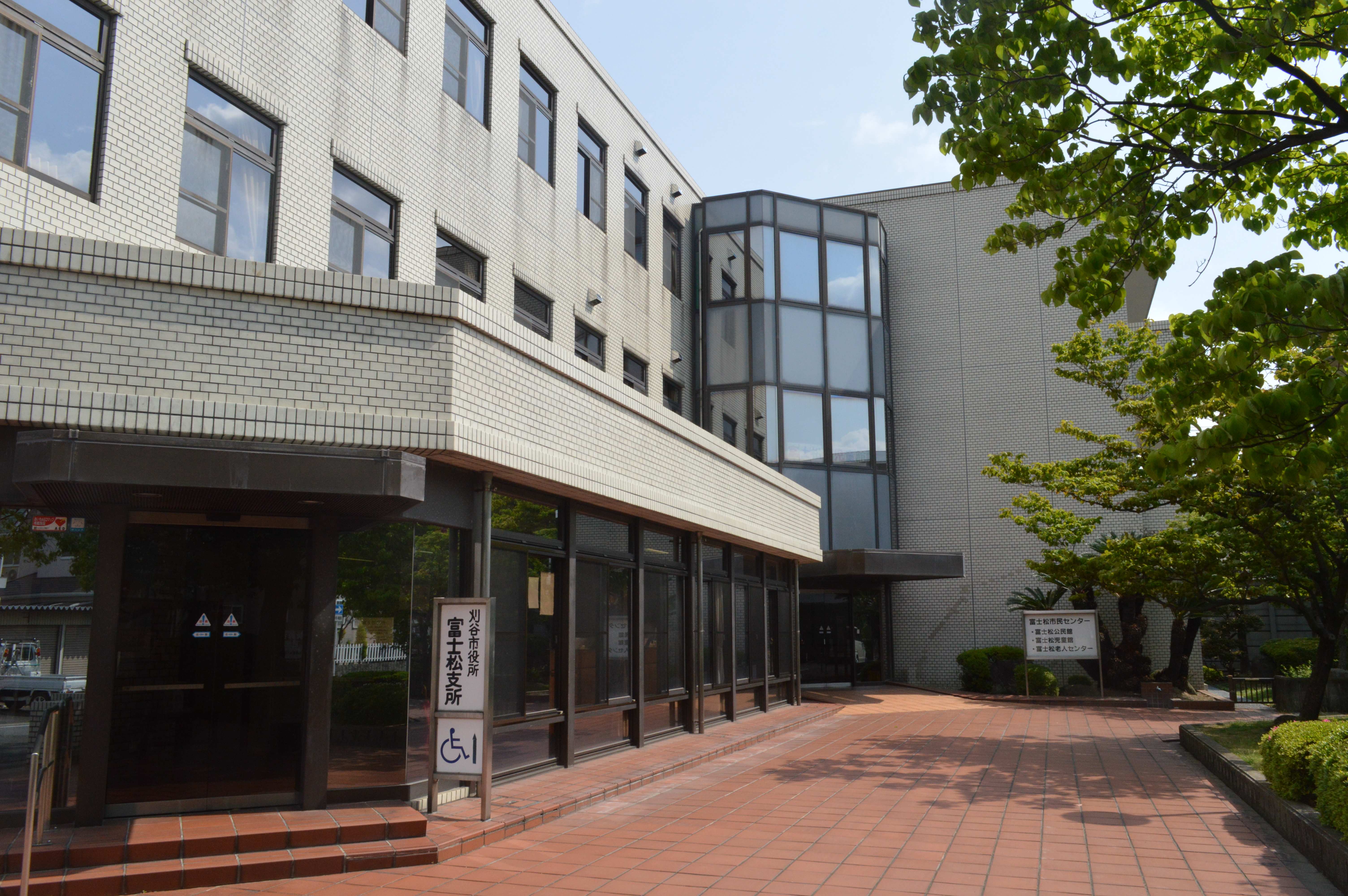
富士松支所

  - 刈谷市役所の唯一の支所であり、刈谷市今川町2丁目152番地に所在する。1930年（昭和5年）にはこの場所に大中肇の設計で富士松村役場が建てられ、1955年（昭和30年）4月1日に富士松村が刈谷市に編入されると刈谷市役所富士松支所となった[3]。1984年（昭和59年）3月、富士松市民センターを併設した現行の富士松支所が完成した[3]。

## 旧庁舎

### 本庁舎[4]
- 竣工：1954年（昭和29年）
- 構造：RC造
- 敷地面積：12,796.46m2
- 建築面積：2,982.38m2
- 延床面積：8,892.44m2
- 階数：地下1階、地上4階

### 南庁舎[4]
- 竣工：1981年（昭和56年）
- 構造：RC造
- 敷地面積：2,005.22m2
- 建築面積：1,037.62m2
- 延床面積：4,752.88m2
- 階数：地下1階、地上5階

## 利用案内

### 交通アクセス
- JR東海道本線・名鉄三河線 刈谷駅より徒歩約7分

### 開庁時間
- 月曜日から金曜日の8時30分から17時15分（土曜日・日曜日・祝日・年末年始は休み）